# Dream Dancing Today
Dream Dancing Today è un album discografico di Ray Anthony, pubblicato dalla casa discografica Capitol Records nel maggio del 1966.

## Tracce
Lato A
1. Everybody Loves Somebody – 2:40 (Irving Taylor, Ken Lane) – Registrato il 14 dicembre 1965 al Capitol Tower, Hollywood, California
2. The Girl from Ipanema – 2:11 (Vinícius de Moraes, Antônio Carlos Jobim, Norman Gimbel) – Registrato il 14 dicembre 1965 al Capitol Tower, Hollywood, California
3. I Left My Heart in San Francisco – 2:19 (Douglass Cross, George Cory) – Registrato il 12 dicembre 1965 al Capitol Tower, Hollywood, California
4. Volare – 2:08 (Domenico Modugno, Franco Migliacci) – Registrato il 14 dicembre 1965 al Capitol Tower, Hollywood, California
5. Are You Lonesome Tonight – 2:11 (Lou Handman, Roy Turk) – Registrato il 14 dicembre 1965 al Capitol Tower, Hollywood, California
6. Downtown – 2:16 (Tony Hatch) – Registrato il 14 dicembre 1965 al Capitol Tower, Hollywood, California

Lato B
1. Red Roses for a Blue Lady – 2:52 (Roy Brodsky, Sid Tepper) – Registrato il 14 dicembre 1965 al Capitol Tower, Hollywood, California
2. You've Lost That Lovin' Feelin' – 3:01 (Barry Mann, Cynthia Weil, Phil Spector) – Registrato il 14 dicembre 1965 al Capitol Tower, Hollywood, California
3. Cara mia – 2:45 (Lee Lange, Tulio Trapani) – Registrato il 14 dicembre 1965 al Capitol Tower, Hollywood, California
4. A Taste of Honey – 2:20 (Bobby Scott, Ric Marlow) – Registrato il 14 dicembre 1965 al Capitol Tower, Hollywood, California
5. Dear Heart – 2:39 (Henry Mancini, Jay Livingston, Raymond Evans) – Registrato il 14 dicembre 1965 al Capitol Tower, Hollywood, California

## Musicisti
- Ray Anthony - voce, tromba
- Componenti orchestra sconosciuti[3]